# Le Grand Masturbateur
Le Grand Masturbateur est une huile sur toile de l'artiste surréaliste espagnol Salvador Dalí réalisée en 1929. Elle est conservée au musée Reina Sofía, à Madrid.

## Contexte
La toile fut créée à l’occasion de la première visite de Gala à Figueras, en 1929 peu après que Dali eut été accepté dans le cercle parisien des surréalistes où il connut, entre autres, Paul Éluard et son épouse Gala. Le couple fut invité à Figueras où Gala fut immédiatement conquise par Dali, de dix ans plus jeune. La toile fut peinte peu après Chair de poule inaugurale sur sa première rencontre intime avec Gala.
Cette toile marque une rupture tant esthétique que personnelle. Elle fut peinte après une longue période de relations ambiguës avec Federico García Lorca au cours de laquelle nombre de ses toiles suggéraient la masturbation et l’homosexualité (Le miel est plus doux que le sang (1927)), voire la scatophilie (Jeu lugubre) et à une période où la peur des femmes était une constante chez Dali. Dali affirma être resté vierge avant sa rencontre avec Gala. La toile, peinte en parallèle au Portrait de Paul Éluard, partage avec ce tableau plusieurs éléments symboliques.

## Description
Comme souvent dans les toiles de Dali, le fond est constitué d'une plage et d'un ciel bleu typiques de la Méditerranée, parsemé de quelques nuages. Au centre se trouve une figure étrange, un visage humain distordu cireux face à terre, un nez imposant écrasé contre le sol, les cils délicatement peints, les sourcils et les cheveux peignés avec affectation. Une couronne de plumes multicolores souligne sa pommette. La forme générale est celle des rochers du cap de Creus où le peintre se rendait régulièrement et où il acheta, l'année suivante, une maison de pêcheur.
Du côté supérieur gauche de cette figure centrale, des échafaudages précaires sont constitués de pierres, de coquilles et d'un bouchon. Au-dessus de la joue, un petit trou laisse apparaître d'autres coquillages. Sur le côté droit, sont représentés la tête d'un lion qui tire la langue, des fourmis rouges, le pistil dressé d'un arum, des feuilles, des branches mortes et un buste féminin de profil, aux traits de Gala, duquel émerge un visage strié par deux veines apparentes, aux cils démesurés et aux yeux fermés. Sa bouche au niveau du sexe d'homme à l'état de repos d'une figure masculine nue, suggère qu'elle s'apprête à pratiquer une fellation à mettre en rapport avec le titre de l'œuvre alors que le personnage masculin, vu en contre-plongée, est réduit à sa partie basse : jambes nues sillonnées de sang, bassin.
Sous la figure centrale en forme de visage se trouve une sauterelle, insecte lié à un sentiment de peur chez Dali et qui entreprend de dévorer le Grand Masturbateur. Sa tête est tournée contre le visage et son abdomen en décomposition grouille de fourmis noires. Dans le paysage se trouvent trois autres figures, seules avec un œuf (symbole de fertilité), entre autres éléments épars. Deux des personnages sont disposés de telle façon que leurs ombres se confondent alors que le troisième personnage semble en colère, marchant au bord de la toile.

## Interprétation

Détail du Jardin des délices de Jérôme Bosch qui est comparable au Grand Masturbateur de Dalí.

La toile dépeint les conflits intérieurs de Dali sur son orientation sexuelle après une longue période marquée par sa relation avec Lorca à Madrid avant sa découverte de la femme. Dali réutilisa très souvent la figure centrale du Grand Masturbateur dans ses toiles ultérieures, comme élément d’autoportrait, notamment dans La Persistance de la mémoire et L'Énigme du désir. Les trois petits personnages sur la plage ont été interprétés comme étant Paul Eluard et le couple Dali ou les parents combinés de Dali (couple enlacé dont l'un des personnages est un rocher anthropomorphe, projetant une ombre semblable à celle que l'on trouve dans la toile peinte la même année, Les Plaisirs Illuminés). 
Les échafaudages précaires semblent menacer l'élévation du songe érotique.
L'hameçon planté dans le cuir chevelu et garni d'un lambeau de chair pendante pourrait symboliser le besoin du jeune Dali de s'extraire de l'atmosphère étouffante de sa famille bourgeoise qui tente pourtant de le retenir. Il pourrait également évoquer une érection, suivie de sa détumescence, faisant ainsi pendant à l'absence d'érection de la figure masculine (manque d'intérêt, impuissance ?).
Des comparaisons ont été faites avec des éléments de la toile de Jérôme Bosch Le Jardin des délices.

## Histoire de la toile
Salvador Dalí garda la toile dans sa collection personnelle, exposée au théâtre-musée Dalí de Figueras, puis elle fut transférée au musée Reina Sofia de Madrid.